# Nostima niveofasciata
Nostima niveofasciata är en tvåvingeart som beskrevs av Cresson 1947. Nostima niveofasciata ingår i släktet Nostima och familjen vattenflugor. Inga underarter finns listade i Catalogue of Life.